# Lakamané
Lakamané is een gemeente (commune) in de regio Kayes in Mali. De gemeente telt 16.000 inwoners (2009).
De gemeente bestaat uit de volgende plaatsen:
- Balandougou
- Boungountinti
- Dalibera
- Diassiguibougou
- Farambouné
- Foutougou
- Gory
- Guingui
- Kabakoro
- Kamané
- Kaniara
- Kobokoto
- Kollah
- Lakamané
- Lattakaf
- Sirakoro